# Daniel Peter

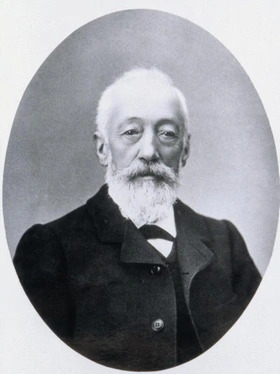
Daniel Peter

Daniel Peter (Vevey, 1836 – 1919) foi um chocolateiro suíço. Foi o primeiro fabricante a fazer uma barra de chocolate ao leite, em 1875. Peter começou sua carreira como doceiro na sua cidade natal Vevey. O chocolateiro suíço, teve a ideia de usar leite em pó, inventado pelo químico Henri Nestlé em 1867, para fazer o chocolate ao leite.